# Zaza-Gorani
Zaza-Gorani ist eine kleine genetische Einheit innerhalb des Nordwestzweiges der iranischen Sprachen. Es besteht aus zwei relativ eng verwandten Sprachen, dem Zaza (auch Zazaki oder Dimli) und dem Gorani. Zazaki wird von 2 bis 3 Millionen Menschen im Osten der Türkei gesprochen, Gorani von etwa 500.000 in Iran und im Irak.

## Klassifikation
Die folgende Klassifikation beschreibt die genetische Stellung der Zaza-Gorani-Gruppe innerhalb der nordwestiranischen Sprachen, auch in Relation zu den kurdischen Sprachen. Die Darstellung enthält zusätzlich die dialektal-geographische Gliederung der Sprachen Zazaki und Gorani. Einen Gesamtüberblick über die iranischen Sprachen und ihre Klassifikation bietet der Artikel Iranische Sprachen.
Klassifikation des Nordwestiranischen - Dialekte des Zaza und Gorani
- Nordwestiranisch   24 Sprachen, 31 Mio. Sprecher
  - Medisch: Medisch † (altiranisch)
  - Parthisch: Parthisch: † (mitteliranisch)
  - Kaspisch
    - Gilaki-Mazenderani: Gilaki (1,3 Mio.), Masanderanisch (2,2 Mio.), Gurgani †
    - Semnani: Semnani, Sangisari, Sorchei, Lasgerdi (zusammen 50 Tsd.)
    - Taleshi: Taleshi (1 Mio.)
    - Azari: Iranisch-Azari („Süd-Tati“) (220 T)

  - Kurdisch
    - Kurmandschi (Nordwest-Kurdisch) (15–20 Mio.)
    - Sorani (Zentral-Kurdisch, Kurdi) (4 Mio.)
    - Südkurdisch (3 Mio.)

  - Zaza-Gorani
    - Zaza (alternativ: Zazakî, Dimlî, Kirmançkî, Kirdkî, „So Be“) (2–3 Mio.)
      - Norddialekt (Kirmançki; Alevi-Dialekt)
      - Zentraldialekt (Zazakî oder Kirdkî; Şafii-Dialekt)
      - Süddialekt (Dimli; Hanefi-Dialekt)

    - Gorani (500 Tsd.)
      - Bajalani: Qasr-e Shirin, Zohab, Bin Qudra, Quratu, Khanaqin, Mossul-Provinz
      - Schabaki: Ali Rach, Khazana, talara, auch Mossul-Provinz
      - Gorani: Halabja, Suleimanije, Topzawa, Sprachinseln zwischen Mossul und Khanaqin
      - Sarli: Nördl. Mossul-Provinz, Kirkuk-Provinz
      - Hawrami: Iran.-Kurdistan, Hawraman, Kermanschah (Iran)

  - Belutschi: Belutschisch (Baloči) (7 Mio.)

Möglicherweise bilden Zaza-Gorani und Belutschi eine eigene genetische Einheit („Hyrkanisch“), diese Ansicht wird aber nicht von allen Forschern geteilt.
Die Klassifikation in Ethnologue entspricht nicht dem aktuellen Stand der Wissenschaft (vgl. CIL). Generell tendiert Ethnologue dazu, aus Dialekten separate Sprachen zu machen. „Kirmanjki“ und „Dimli“ sind nur alternative Bezeichnungen des Zazaki, die anderen genannten „Sprachen“ sind Dialekte des Gorani.

## Gemeinsame Merkmale
Die Sprachen Zazaki und Gorani teilen gemeinsame lautliche und grammatische Eigenschaften, diese wären z. B.:
Lautverschiebungen
- der xw-Diphthong, der in Kurdisch, Mittelpersisch und Sogdisch bekannt ist wird als w wiedergegeben: weş „gut, wohl“, Gor. wārdey, Zaz. werdene „essen“ und wār „nieder“.

- innerlautliches f verschiebt sich zu w: Gor. verwe, Zaz. vewre „Schnee“, hewt „sieben“ und Gor. kewtey, Zaz. kewtene „fallen“.

Endungen
- viele maskuline Wörter besitzen wie in Altiranisch den Ausgang -e: nāme „Name“, şıwāne „Schäfer“ und Gor. mılle, Zaz. merre „Maus“.

- die weibliche Genusendung -e wird in den beiden Fällen Rectus und Obliquus gleichzeitig benutzt: Gor. wāle, Zaz. wāye „Schwester“, gāme „Schritt“ und şewe „Nacht“.

Grammatik
- die Personalendung der 3. Pers. sg. in Verben im Präsens ist bei beiden Sprachen -o: Gor. mıkero, Zaz. keno „er tut“ und bıkero „dass er tut“.
- beide Sprachen unterscheiden in der 3. Pers. sg. in den Personalpronomen zwischen feminin und maskulin: Zaz. o „er“ (gebeugt: ey), ā „sie“ (gebeugt: āye) und Gorani ēd „er“, ēde „sie“.

Zazaki besitzt an manchen Stellen grammatische Besonderheiten, die in kaspischen Sprachen vorkommen, aber nicht in Gorani, wie z. B. den Präsensmarker -(e)n-, z. B. Zazaki vānān „ich sage“, Semnani (Aftari-Dialekt) vānnī
, aber Gorani mıvāču/mıvāčān (mit dem Präfix mı-, was in Persisch als mī- bekannt ist).